# Carlo Annovazzi
Carlo Annovazzi (né le 24 mai 1925 à Milan et mort le 10 octobre 1980 dans la même ville) était un footballeur italien.

## Biographie
Milanais d'origine, c'est donc dans le grand club de sa ville que Carlo Annovazzi fait ses débuts en Serie A, au Milan AC où il reste jusqu'en 1953 avec un ratio de 53 buts en 281 matchs. 
Il rejoint ensuite l'Atalanta Bergame, autre équipe de sa région. Il joue en tout 129 matchs et inscrit 18 buts pour le club lombard qu'il quitte en 1958.
Il termine ensuite sa carrière en jouant une saison à l'Anconitana (21 matchs pour 3 buts), puis une autre lors d'un retour en Lombardie au Pro Patria Calcio (seulement 2 parties), avant de rejoindre l'équipe locale où il ne joue qu'un match de 1960 à 1961, Città di Castello.

## Équipe nationale
Ses prestations à l'AC Milan valent à Carlo Annovazzi d'être sélectionné dans la Squadra Azzurra une première fois en 1947 à 22 ans. Il fait son dernier match en 1952 et est notamment connu pour avoir participé à la coupe du monde 1950 au Brésil. Il a joué en tout 17 matchs en bleu.